# Olivier Nzuzi
Oliver Nzuzi Niati Polo (* 16. September 1980) ist ein ehemaliger kongolesischer Fußballspieler.

## Karriere

### Verein
Nzuzis erster Seniorenverein war der Renaissance FC in Kinshasa, den er 1997 Richtung Belgien verließ. Von 1997 bis 1999 war Nzuzi beim RWD Molenbeek unter Vertrag. Bereits in seiner ersten Saison stieg er mit Molenbeek aus der zweiten belgischen Liga ab. Nach einem weiteren Jahr in der dritten Liga wechselte der Kongolese zu Excelsior Mouscron in die höchste belgische Spielklasse.
Nach diesem Aufstieg gelang auf Anhieb der vierte Platz in der belgischen Liga, im darauffolgenden Jahr wurde Mouscron Siebenter und Nzuzi verließ den Verein. Er unterschrieb bei Cercle Brügge, einen damaligen Zweitligisten. Nach nur einem Jahr in Brügge verließ er Belgien und wechselte nach Österreich und ging nach Vorarlberg zum SC Schwarz-Weiß Bregenz. In allen Jahren, bis auf 2003/04, wo man Fünfter wurde, spielte er mit den Schwarz-Weißen gegen den Abstieg, der dann auch aufgrund eines Konkurses 2004/05 Wirklichkeit wurde. Sein Debüt für Bregenz gab er am 10. Juli 2002 gegen den GAK, als er in der 77. Minute für Thomas Eller eingewechselt wurde.
Nach dem Konkurs und dem Abstieg der Bregenzer wechselte er zu Ligakonkurrenten Sturm Graz. In der ersten Saison wurden die Steirer Achter, Nzuzi war Topscorer seiner Mannschaft. 2007, mit 13 Punkten Abzug, belegte Sturm den siebten Platz. Daraufhin verließ Nzuzi Österreich und kehrte nach Belgien zurück und unterschrieb bei UR Namur. Bereits nach einer Saison wurde sein Vertrag aufgelöst. Von 2008 bis 2010 war Nzuzi ohne Verein und schoss sich dann dem unterklassigen RFC Luingnois an. 2015 beendete er seine aktive Karriere als Spieler.

### Nationalmannschaft
International kam er auf fünf Spiele für die DR Kongo. Er nahm am Afrika-Cup 2004 in Tunesien teil. In den Spielen gegen Tunesien und Ruanda wurde Nzuzi eingesetzt, davon im Spiel gegen Ruanda von Beginn an. Die DR Kongo schied in der Gruppenphase als Letzter aus.

## Sonstiges
Obwohl Nzuzi gelernter Mittelstürmer ist, wird er von seinen Trainern des Öfteren im rechten Mittelfeld eingesetzt.